# Brad Roberts
Bradley Kenneth „Brad“ Roberts (* 10. ledna 1964, Winnipeg, Manitoba) je kanadský hudebník a zpěvák, známý především jako frontman kanadské folk-rockové kapely Crash Test Dummies. Zpívá charakteristickým, velmi znělým basbarytonem.

## Diskografie

### Crash Test Dummies
- The Ghosts That Haunt Me (1991)
- God Shuffled His Feet (1993)
- A Worm's Life (1996)
- Give Yourself a Hand (1999)
- I Don't Care That You Don't Mind (2001)
- Jingle All the Way (2002)
- Puss 'n' Boots (2003)
- Songs of the Unforgiven (2004)
- Oooh La La! (2010)

### Solo
- Rajanaka: Mantra (2011)

### Ve spolupráci s dalšími umělci
- Midnight Garden (s Robem Morsbergerem) (2012)

### Živá alba
- Crash Test Dude (2001)